# تيليديبورتي
تيليديبورتي (بالإسبانية: Teledeporte أو TDP) هي قناة رياضية إسبانية أطلقت في الـ12 فبراير 1994 وهي إحدى قنوات التلفزيون الإسباني

## شعار القناة
| Fichier:TVE TDP.png | Fichier:Teledeporte logo.png |
| أول شعار للقناة     | منذ 2008                     |
| ------------------- | ---------------------------- |

## حقوق البث

### البطولات الوطنية
- هوكي الميدان
  - Liga de Hockey Hierba  [لغات أخرى]‏
  - Copa del Rey
  - Copa de la Reina de Hockey Hierba
- سباقات الدراجات على الطرقات
  - بطولة سباقات الدراجات على الطرق الوطني الاسباني
- اتحاد الرغبي
  - División de Honor de Rugby
  - Copa del Rey
- التنس
  - Spanish National Tennis Masters
- الكرة الطائرة
  - Copa del Rey
  - Copa de la Reina  [لغات أخرى]‏
- بولو الماء
  - Liga Española  [لغات أخرى]‏
  - Copa del Rey
  - Copa de la Reina

### الفعاليات الدولية
الألعاب الأولمبية
- الألعاب الأولمبية الصيفية 2016

البطولات العالمية
- بطولة العالم لألعاب القوى
- بطولة العالم للألعاب المائية
- بطولة العالم لسباق الدراجات على الطريق
- بطولة العالم للجمباز
- بطولة العالم لكرة اليد للرجال
- كأس العالم للهوكي
- كأس العالم للتزلج على المنحدرات الثلجية  [لغات أخرى]‏
- FIS Alpine World Ski Championships
- FIVB Beach Volleyball World Championships
- الاتحاد الدولي للكرة الطائرة

البطولات الأوروبية
- بطولة أوروبا لألعاب القوى
- بطولة أوروبا للألعاب المائية
- بطولة أوروبا للجمباز الفني للرجال
- بطولة أوروبا للجمباز الفني للسيدات
- بطولة أوروبا لكرة اليد للرجال
- بطولة أوروبا لكرة اليد للسيدات
- بطولة الأمم الأوربية للهوكي
- بطولة أوروبا للكرة الطائرة للرجال
- بطولة أوروبا للكرة الطائرة للسيدات
- بطولة أوروبا لكرة الماء

سباقات الأندية الدولية
- كأس أوروبا لكرة السلة
- الدوري الأوروبي للهوكي
- دوري أبطال أوروبا لكرة اليد
- دوري أبطال أوروبا لكرة الماء

بطولات التنس
- رابطة محترفي كرة المضرب  [لغات أخرى]‏
- رابطة محترفات التنس
- كأس ديفيز
- كأس فيد

فعاليات سباقات ركوب الدراجات على الطرق
- طواف إسبانيا
- طواف فرنسا
- طواف إيطاليا

فعاليات سباقات السيارات
- رالي داكار